# Piyanut Pannoy
Piyanut Pannoy (thai: ปิยะนุช แป้นน้อย), född 10 november 1989 i Bangkok, Thailand, är en volleybollspelare (libero). 
Pannoy spelar med Thailands landslag och är sedan 2023 dess lagkapten. Med landslaget har hon bland vunnit sydostasiatiska spelen, tagit flera medaljer vid asiatiska mästerskapen och asiatiska spelen samt deltagit i internationella tävlingar som VM, FIVB World Grand Prix och Volleyball Nations League.